# Hautes-Duyes
Hautes-Duyes é uma comuna francesa na região administrativa da Provença-Alpes-Costa Azul, no departamento dos Alpes da Alta Provença. Estende-se por uma área de 22,84 km². Em 2010 a comuna tinha 44 habitantes (densidade: 1,9 hab./km²).